# Драмкиран

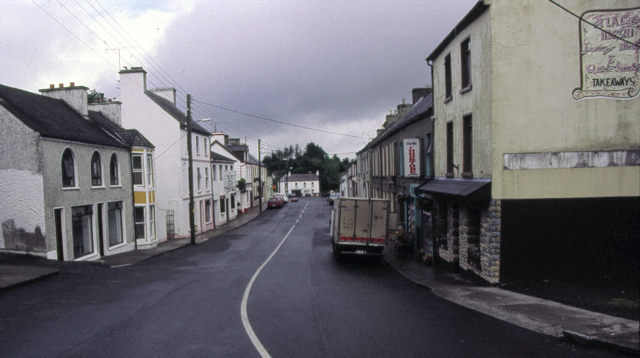

Драмкиран (англ. Drumkeeran; ирл. Droim Caorthainn, Дримь-Кэрхань) — деревня в Ирландии, находится в графстве Литрим (провинция Коннахт) у пересечения региональных трасс R280 и R200.

## Демография
Население — 249 человек (по переписи 2006 года). В 2002 году население составляло 242 человек.
Данные переписи 2006 года:
| Общие демографические показатели |               |                               |                               |      |      |
| Всё население                    | Всё население | Изменения населения 2002—2006 | Изменения населения 2002—2006 | 2006 | 2006 |
| 2002                             | 2006          | чел.                          | %                             | муж. | жен. |
| 242                              | 249           | 7                             | 2,9                           | 125  | 124  |